# Литургија Светог Јакова
Литургија светог Апостола Јакова је православна литургија антиохијског типа. У многобројним богослужбеним изворима она се назива и Јерусалимска Литургија, што свакако указује на апостола Јакова који је био први епископ града Јерусалима. Због тога се назива још и древном литургијом Јерусалимске Цркве.
Литургија светог Јакова је настала у Јерусалиму током 4. века. Касније је проширена на крајеве Антиохијске патријаршије и преведена на сиријски језик, а касније и на многе друге језике.
Литургија Светог Апостола Јакова, према богослужбеној пракси православне цркве служи се два пута у току године. Служи се 5. новембра, на празник Светог Апостола Јакова, као и у недељу по празнику Божића – недеља светих Богоотаца.
Специфичност ове литургије је да се проскомидија не врши пре Свете Литургије као код литургије Светог Јована Златоустог и Светог Василија Великог, већ у склопу Свете Литургије и то за време певања Херувимске песме. Када се свештеник и ђакон обуку у свештене одежде, ђакон излази из олтара и стаје испред царских двери, а свештеник испред часне трпезе чита молитву у којој се моли да Господ благослови његово свештенослужење и да по Његовој неизмерној доброти ниспошље благодат Светога Духа која ће га укрепити за предстојећу службу.
На овој Светој Литургији причешћује се под оба вида. После благодарствених литургијских молитава након речи ”Отпустите се у миру”, презвитер чита молитву отпуста којом у виду благослова отпушта народ.
У Српској православној цркви, литургија је први пут одслужена 5. новембра 1939. у Саборној цркви у Пожаревцу, од епископа браничевског г. др. Венијамина.

## Житије
Св. апостол Јаков брат Господњи. Назива се братом Господњим зато што је био син праведног Јосифа, обручника Пресвете Богородице. Када праведни Јосиф беше при смрти, он раздели имање своје синовима својим, па хтеде оставити један део и Господу Исусу, сину Пресвете Деве Марије; али се сва браћа овоме успротивише не сматрајући Исуса братом својим. Јаков љубљаше веома Исуса, и изјави, да ће Га он узети на свој део. И зато се он назива братом Господњим.
Јаков од почетка беше привржен Господу Исусу. Према предању он је и у Мисир ишао са Пресветом Девом и Јосифом онда када је Ирод тражио да убије новорођенога Цара. Чим је чуо науку Христову св. Јаков почео је по њој живети. За њега се вели да целога живота није јео масти ни зејтина, него да је живео само о хлебу и води. И био је девственик до краја живота свога. Много је бдио ноћу и Богу се молио. Господ га убројао у својих 70 апостола. По васкрсењу Своме славноме Господ Исус њему се јавио нарочито, као што сведочи св. Апостол Павле (I Кор. 15). Био епископ у Јерусалиму 30 година, и ревносно управљао црквом Божјом. По указању Господа саставио прву литургију, која је била сувише дуга за доцније хришћане, те су је морали скраћивати св. Василије Велики и св. Јован Златоусти. Обратио многе Јевреје и Јелине у веру Христову. И сами неверни Јевреји дивили су се његовој праведности, и називали су га Јаковом Праведним.
Но када дође за првосвештеника Анан, он са другим старешинама јеврејским умисли убити Јакова као проповедника Христова. Једном о празнику Пасхе, када се беше много народа сабрало у Јерусалим, рекоше му старешине, да се попне на кров од храма и да говори против Христа. Св. Јаков се попе и поче говорити народу о Христу као Сину Божјем и истинитом Месији, о Његовом васкрсењу и Његовој вечној слави на небесима. Разјарени свештеници и старешине ринуше га с крова те паде и много се повреди, но још би у животу. У том притрча неки човек те га удари по глави тако силно, да му мозак изађе из главе. И тако сконча мученичком смрћу овај преславни апостол Христов и пресели се у царство Господа свога. Беше Јакову 63 године када пострада за Господа свога.